# Degenereret stof
Degenereret stof er en betegnelse for en bestemt kvantefysisk tilstandsform.
Et stof kaldes degenereret, når dets bestanddele, befinder sig i deres lavest mulige energiniveauer. Betegnelsen beskrev oprindeligt atomer, hvor elektronerne befandt sig i deres laveste mulige energiniveauer, men er siden udvidet til også at omfatte andre partikler, typisk neutroner. 

## Elektroner i degenereret stof
Dette forstås bedst ved at anskue det enkleste af alle atomer: 1/1H, i visse forbindelser betegnet HI (hvor I = romertal 1), og populært kaldet elektrisk neutral Brint eller blot Brint, består af netop 1 proton i atomkernen og 1 elektron som (iflg. kvanteteorien) befinder sig et ubestemt sted nær kernen. Protonen er positivt elektrisk ladet, og elektronen er negativt elektrisk ladet. Når denne elektron befinder sig i laveste energiniveau (1. orbital, n = 1), har den en energi på ca. -13,6 eV (elektronvolt).
Hvis elektronen tilføres tilstrækkelig energi, f.eks. ved at blive ramt af en partikel som f.eks. et foton, eller ved at atomet støder sammen med et andet atom, og hændelsen tilfører elektronen et minimum af +10,3 eV, skifter den til et højere energiniveau, og atomet er ikke længere degenereret.

## Vigtige egenskaber
Degenereret stof har den specielle egenskab, at det ikke kan komprimeres yderligere, idet der ikke er flere ledige kvantetilstande med lavere energi. I tilfældet med degenererede elektroner, kan man opfatte det på den måde, at elektronerne befinder sig så tæt på atomkernen, som de overhovedet kan komme. 
Neutronstjerner formodes at bestå af degenererede neutroner. Her er neutroner sammenpresset så tæt, at de forhindrer et yderligere kollaps af stjernen til et sort hul. Som for degenererede elektroner omkring en atomkerne, skyldes denne "stivhed" at neutronerne ikke har nogle ledige kvantetilstande med lavere energi.